# Flauto d’amore
Der Flauto d’amore (französisch flûte d’amour; deutsch Liebesflöte) ist ein Blasinstrument aus der Familie der Querflöten. Er entstand im frühen 18. Jahrhundert, ist tiefer gestimmt als die gewöhnliche Flöte und wird transponierend in A, As oder B notiert. Seinen Beinamen erhielt er wie andere d’amore-Instrumente zur damaligen Zeit aufgrund seines warmen und „lieblichen“ Klanges.

## Geschichte, Bauform und Klang
Erste Erwähnungen des Instruments als Flutte amour finden sich in zwei Kantaten von Gottfried Heinrich Stölzel aus den Jahren 1720/21. Die charakterisierende Zusatzbezeichnung „d’amore“ wurde in Analogie zur vornehmlich in Deutschland, Frankreich und Italien verwendeten Oboe d’amore aber vermutlich erst um 1730 von Christoph Graupner eingeführt. Abgesehen von der heutigen Standardbezeichnung Flauto d’amore bzw. Flûte d’amour existierten im 18. Jahrhundert verschiedene, teils auch gemischtsprachliche Namen wie z. B. Flauto d’amour, Fluit d’amour, Flöte d’amour oder Flöte d’amore – entsprechende englische Begriffe gab es hingegen nicht. In England war der Flauto d’amore in As als B flat Tenor Flute bekannt.
Johann Joachim Quantz beschreibt den Flauto d’amore in seinem Traktat Versuch einer Anweisung die Flöte traversiere zu spielen (1752) als eine Querflöte, die eine kleine Terz tiefer gestimmt ist als das gewöhnliche Instrument seiner Zeit. Vergleichbar mit der Oboe d’amore handelt es sich also um eine transponierende Flöte in A in der Mezzosopranlage, deren Tonumfang von notiert d1 bis g3 reicht. Der einklappige Flauto d’amore entstand ca. 1720 und wies im Gegensatz zu den Traversflöten der Renaissance eine konische Bohrung auf. Um den regionalen Stimmtonunterschieden der Barockzeit gerecht zu werden, verwendete man verschiedene als Corps de rechange bezeichnete Mittelstücke, wodurch das Instrument situativ in A, As oder B  bzw. auf den jeweiligen Stimmtonhöhen zum Einsatz kam. Abhängig von ihrer Stimmung war die Liebesflöte ca. 10 bis 20,5 cm länger als die gewöhnliche Traversflöte in C und hatte oft eine weitere Innenbohrung. Ansonsten unterscheidet sie sich nur durch ihre weichere und dunklere Klangfarbe (siehe Bild).

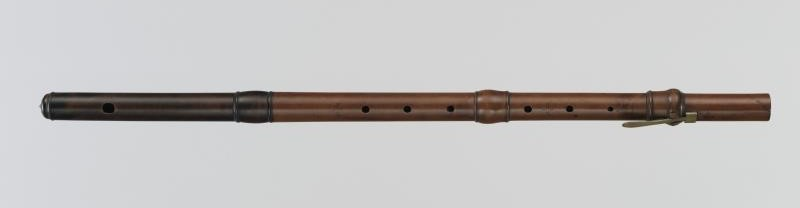
Flauto d’amore in A aus Buchsbaum mit Messingklappe; Johann Georg Eisenmenger, Mannheim (ca. 1740)

In der zweiten Hälfte des 18. Jahrhunderts waren die Flöteninstrumente diversen baulichen Wandlungen unterworfen: So wurden u. a. zusätzliche Klappen am Mittel- und Fußstück angebracht, was die Tonerzeugung wesentlich erleichterte. Waren einzelne Töne zuvor nur mithilfe von Gabelgriffen spielbar und deren Klang deshalb schwächer und matter, ermöglichte die erweiterte Klappenmechanik nun eine kraftvollere und klarere Tonproduktion bei weitaus stabilerer Intonation (siehe Bild). Im frühen 19. Jahrhundert reichte der notierte Tonumfang des Flauto d’amore von h bis a3.

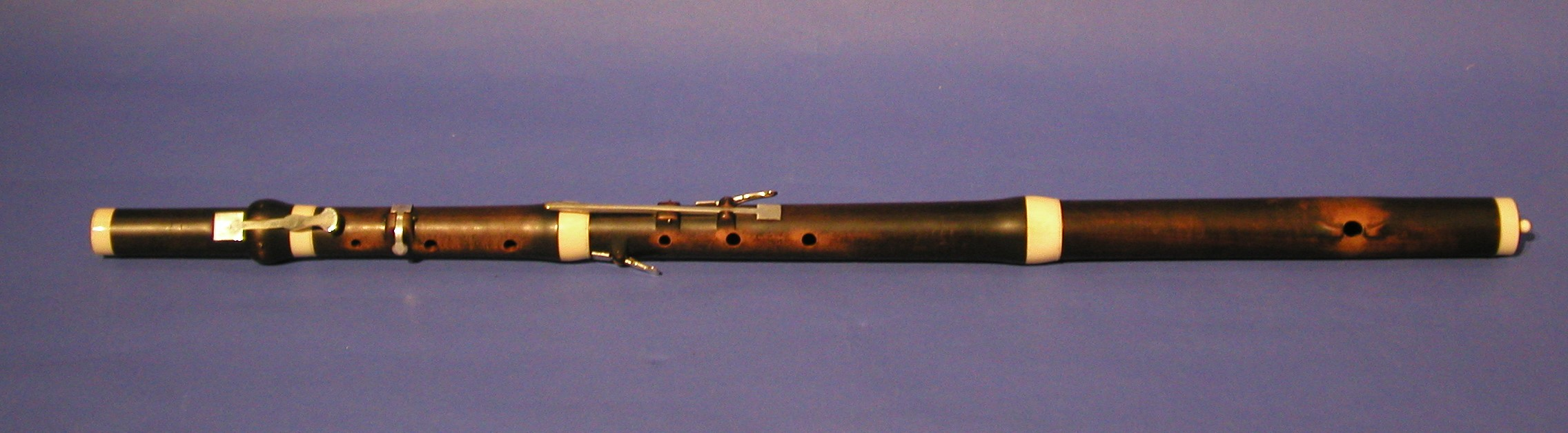
Flauto d’amore in A aus Buchsbaum mit 5 Silberklappen; Monzani & Co, London (ca. 1813)

Nach der Erfindung der konischen Ringklappenflöte von Theobald Böhm im Jahr 1832 wurden die neuen Bauprinzipien auch auf Flauti d’amore in A und As übertragen. Böhms zylindrisches Flötenmodell von 1847 bildete später die Basis für die Flûte d’amour in B, bevor das Instrument schließlich von der 1858 entwickelten Altflöte in G verdrängt wurde. Erst im 20. Jahrhundert wurden vereinzelt wieder tiefere Querflöten in As, A und B aus Metall hergestellt (siehe Bild). Der Tonumfang dieser zylindrisch gebohrten Instrumente reichte notiert von c1 bis c4.

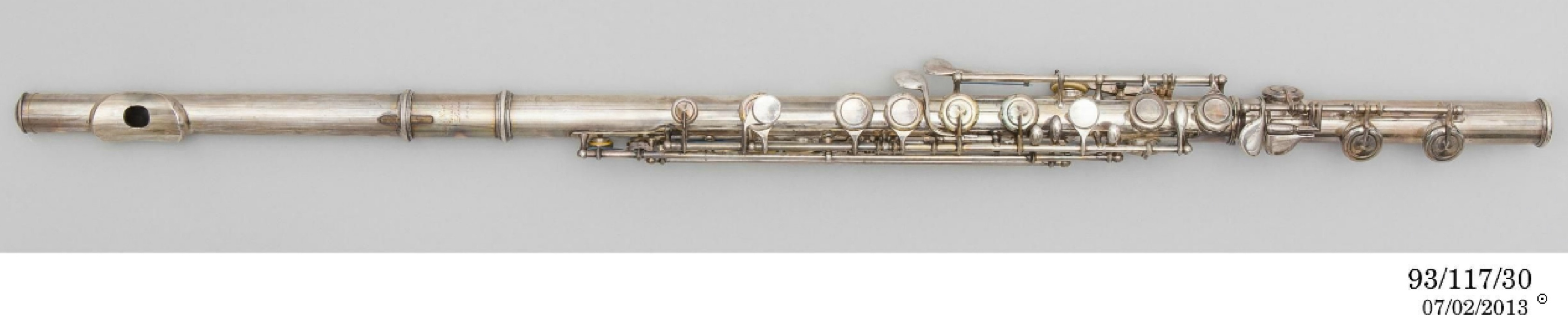
Flauto d’amore in B aus Silber; Rudall, Carte & Co Ltd., London (1923)

Heute wird die Blütezeit der Liebesflöte oft beschränkt gesehen auf den Zeitraum von ca. 1720/30 bis zum Ende des 18. Jahrhunderts. Tatsächlich stammen jedoch drei Viertel des Flauto-d'amore-Repertoires aus der Zeit zwischen 1790 und 1830. So entstanden z. B. im Umfeld des Wiener Magistratsrats, Laienflötisten und Notensammlers Alois von Gulielmo (1763–1823) im frühen 19. Jahrhundert etwa 100 Werke für bzw. mit Flauto d’amore, auch von namhaften Komponisten wie Franz Anton Hoffmeister oder Joseph Weigl. In der Folge kam das Instrument und sein Repertoire zunehmend aus der Mode. – Originalinstrumente des 18. und 19. Jahrhunderts sind z. B. von den folgenden  Holzblasinstrumentenmachern erhalten: Jacob Denner, Thomas Stanesby jr. (1692–1754), Johann Georg Eisenmenger (1698–1742), Godefroid-Adrien Rottenburgh (1703–1768), Georg Heinrich Scherer (1703–1778), Gilles Lot (1721–1775), Johann August Crone (1727–1804), Jeremias Schlegel (1730–1792), Tebaldo Monzani, Stephan Koch (1772–1828). Johann Ziegler jun. (1824–1879). – Mehrere Flötenbauer bieten mittlerweile Kopien von einklappigen Flauti d’amore aus Holz in verschiedenen Stimmungen an.

## Verwendung in der Musik
Die seit dem 18. Jahrhundert speziell für den Flauto d’amore komponierte Musik umfasst Werke verschiedenster Gattungen, in denen das Instrument entweder solistisch, kammermusikalisch oder im Orchester verwendet wird. Nachfolgend eine Auswahl repräsentativer Stücke:
- Gottfried Heinrich Stölzel: Kantaten Ich will wieder kommen und euch zu mir nehmen H 331 und Der hinunter gefahren ist H 332 (1720/21)

- Christoph Graupner: Kantaten Betrübter Tag, in Zion tönen GWV 1127/30, Gott, man lobet dich in der Stille GWV 1109/30, Hoffen wir allein in diesem Leben GWV 1129/30, Preise, Jerusalem, den Herrn GWV 1173/306, Siehe, eine Jungfrau ist schwanger GWV 1170/30, Seid allezeit bereit GWV 1173/30a, Was Gott tut, das ist wohlgetan GWV 1114/30; 2 Geburtstagskantaten; Tripelkonzert in G-Dur für Flauto d’amore in A, Oboe d’amore, Viola d’amore und Streicher; Concerto in A-Dur für Flauto d’amore in A und Streicher
- Georg Philipp Telemann: Concerto in A-Dur für Flauto d’amore und Streicher [verschollen]
- Johann Melchior Molter: Concerto in B-Dur für Flauto d’amore in As und Streicher, MWV VI/14
- Johann Scherer: Concerto in c-Moll für Flauto d’amore in As (1750) [rekonstruiert]
- Johan Helmich Roman: Sinfonia in e-Moll für 2 Flauti d’amore in A und Streicher
- Ignaz Holzbauer: Oratorium La Passione di Gesù Cristo Signor Nostro (1754)
- Franz Anton Hoffmeister: 2 Notturni in Es-Dur mit Flauto d’amore in As; Concerto pour la Flute d’amour [verschollen]
- Joseph Weigl: Concerto in Es-Dur mit Flauto d’amore in As
- Johann Adolph Hasse: Concerto in F-Dur für Flauto d’amore in B und Streicher
- Sigismund von Neukomm: Notturno in B-Dur (1803) für 2 Flöten, Flauto d’amore in As und Klarinette; Serenade in Es-Dur (1802/1836) für 3 Flöten und Flauto d’amore in As
- Joseph Woelfl: 2 Quartette für 3 Flöten und Flauto d’amore in A

- Saverio Mercadante: Fantasia Concertante dal tema Orazi e Curiazi in e-Moll für Flöte, Flauto d’amore in A und Orchester; Trio in F-Dur mit Flauto d’amore in B
- Giuseppe Richter: 65 Kammermusikwerke mit Flauto d’amore, u. a. 3 Quintette für 4 Flöten und Flauto d’amore in As bzw. 3 Flöten und 2 Flauti d’amore in As; 2 Divertimenti für 4 Flöten und 2 Flauti d’amore in As
- Simon Sechter: 12 Werke für 4–5 Flöten mit Flauto d’amore
- Giuseppe Verdi: Aida, Danza Sacra delle Sacerdotesse mit 3 Flauti d’amore in As (1871)
- Sigfrid Karg-Elert: Quintett mit Flauto d’amore [verschollen]
- Antonio Messina-Rosaryo (* 1945): Fantasia Diabolica mit Flauto d’amore
- Stephen Dodgson (1924–2013): O Swallow für Flauto d’amore in A und Klavier (1991)